# Робертсон, Джеймс (монах)
Джеймс Робертсон OSB (1758—1820) был шотландским бенедиктинским монахом и тайным агентом во время наполеоновских войн.
Получив образование в Динане и Регенсбурге, он принял торжественный обет в 1778 году и был рукоположен в 1782 году. В 1792 году он опубликовал первую католическую версию Нового Завета, которая была напечатана в Шотландии.
В 1808 году, выдавая себя за торговца шоколадом и сигарами, он установил тайный контакт с испанским генералом Педро Романой, и вместе они разработали план, согласно которому 10 тыс. испанских солдат были тайно вывезены с территории Дании Королевским флотом и возвращены в Испанию, чтобы присоединиться к войне против Наполеона. Впоследствии он опубликовал свой собственный отчет об этой миссии: «Повествование о секретной миссии на датские острова в 1808 году» (англ. Narrative of a Secret Mission to the Danish Islands in 1808).